# 연애할 시간 없다
"연애할 시간 없다"는 한국에서 제작된 이종기 감독의 1964년 영화이다. 최지희 등이 주연으로 출연하였고 안태식 등이 제작에 참여하였다.

## 출연

### 주연
- 최지희
- 김동원
- 남궁훈

## 기타
- 조명: 오영근
- 미술: 이문현